# Andrejs Ignatovičs
Andrejs Ignatovičs (* 24. März 1971 in Riga, Lettische SSR) ist ein ehemaliger lettischer Eishockeyspieler und jetziger -trainer.

## Karriere
Andrejs Ignatovičs begann seine Karriere als Eishockeyspieler in seiner Heimatstadt bei Pārdaugava Riga, für das er von 1992 bis 1995 in der Internationalen Hockey-Liga aktiv war. Anschließend wechselte der Flügelspieler nach Dänemark, wo er von 1995 bis 1998 für Hvidovre Ishockey in der AL-Bank Ligaen aktiv war. Zur Saison 1998/99 unterschrieb er einen Vertrag beim finnischen Zweitligisten Hermes Kokkola. Nachdem er die Saison 1999/2000 beim Olofströms IK in der schwedischen Division 1 verbracht hatte, kehrte er für ein weiteres Jahr nach Dänemark zurück, wo er für die Odense Bulldogs auflief. 
Zur Saison 2001/02 wurde Ignatovičs vom amtierenden schwedischen Meister Djurgårdens IF verpflichtet. Für den Hauptstadtklub erzielte er in seiner einzigen Spielzeit in der Elitserien in insgesamt 48 Spielen je drei Tore und drei Vorlagen. In den folgenden beiden Jahren lief der ehemalige lettische Nationalspieler in Schweden je eine Spielzeit lang für seinen Ex-Klub Olofströms IK in der viertklassigen Division 2 sowie den Zweitligisten IFK Arboga in der HockeyAllsvenskan auf. Von 2004 bis 2007 spielte der Lette in seiner Heimatstadt für den HK Riga 2000, mit dem er 2005 und 2007 jeweils den lettischen Meistertitel gewann. Von 2004 bis 2006 spielte er parallel für den HK Riga 2000 zudem in der belarussischen Extraliga und erreichte auf europäischer Ebene in der Saison 2005/06 im IIHF Continental Cup den zweiten Platz hinter dem russischen Vertreter HK Lada Toljatti. 
Von 2007 bis 2009 stand Ignatovičs für ASK/Ogre je ein Jahr lang in der lettischen Eishockeyliga und der belarussischen Extraliga auf dem Eis. In der Saison 2009/10 spielte er zusammen mit seinem Landsmann Aleksandrs Kerčs für Brest Albatros Hockey in der Division 1, der zweiten französischen Spielklasse. Daraufhin schloss er sich dem polnischen Zweitligisten KS Toruń an. Als dieser die Qualifikation für die Ekstraliga verpasste, wechselte er jedoch bereits im September 2010 zu Titan Klin aus der Perwaja Liga, der dritten russischen Spielklasse. Am Saisonende beendete er dort seine Karriere. Seit der Saison 2011/12 ist er Assistenztrainer beim SK Riga 17. 

### International
Für Lettland nahm Ignatovičs an der C-Weltmeisterschaft 1993 sowie den B-Weltmeisterschaften 1994, 1995 und 1996 teil. Zudem stand er im Aufgebot seines Landes bei den A-Weltmeisterschaften 1997, 1998 und 1999. Sein für ihn persönlich erfolgreichstes Turnier war die B-WM 1994, bei der er die meisten Vorlagen gab und zum besten Stürmer gewählt wurde. Zudem wurde er in das All-Star-Team des Turniers berufen.

## Erfolge und Auszeichnungen
| - 1993 Aufstieg in die B-Weltmeisterschaft bei der C-Weltmeisterschaft - 1994 Bester Stürmer der B-Weltmeisterschaft - 1994 All-Star-Team der B-Weltmeisterschaft - 1994 Bester Vorlagengeber der B-Weltmeisterschaft | - 1996 Aufstieg in die A-Weltmeisterschaft bei der B-Weltmeisterschaft - 2005 Lettischer Meister mit dem HK Riga 2000 - 2006 2. Platz beim IIHF Continental Cup mit dem HK Riga 2000 - 2007 Lettischer Meister mit dem HK Riga 2000 |